# Governatore di Macao
Il governatore di Macao (澳門總督S) era il capo del potere esecutivo della colonia portoghese di Macao, e rappresentava la regione ancor prima dell'Impero portoghese.

## Cronotassi dei governatori
Elenco parziale
| Nominativo                                                               | Durata della carica |
| ------------------------------------------------------------------------ | ------------------- |
| Pedro Correia de Barros                                                  | 1957 - 1959         |
| Jaime Silvério Marques                                                   | 1959 - 1962         |
| António Adriano Faria Lopes dos Santos                                   | 1962 - 1966         |
| José Manuel de Sousa e Faro Nobre de Carvalho                            | 1966 - 1974         |
| José Eduardo Martinho Garcia Leandro                                     | 1974 - 1979         |
| Nuno Viriato Tavares de Melo Egídio                                      | 1979 - 1981         |
| Vasco Fernando Leote de Almeida e Costa                                  | 1981 - 1986         |
| Joaquim Germano Pinto Machado Correia da Silva                           | 1986 - 1987         |
| Carlos Montez Melancia                                                   | 1987 - 1991         |
| Vasco Joaquim Rocha Vieira                                               | 1991 - 1999         |
| Nel 1999 viene sostituito con la carica del Capo dell'esecutivo di Macao |                     |